# Димитрије Палеолог
Димитрије (II) Палеолог (грч. Δημήτριος Παλαιολόγος; 1407 - 1470), је био последњи морејски деспот (1449—1460). Био је пети син византијског цара Манојла II (1391—1425) из династије Палеолога и његове супруге, српске принцезе, Јелене Драгаш. Током свог живота, био је у сталном сукобу са браћом, покушавајући да дође до власти ослањајући се махом на Османлије. У својој владавини деспотовином Морејом, водио је туркофилску политику и био је у сталном сукобу са млађим братом и савладаром деспотом Томом (1428—1460), што ће на крају довести до пада деспотовине. Последње године је провео у Хадријанопољу као таст османског султана Мехмеда II (1451—1481).
Године 1437, деспот Димитрије је пратио свог старијег брата цара Јована VIII на сабору у Фиренци, чији је главни циљ био уједињење Римокатоличке и Источне православне цркве како би Западна Европа била склонија да пружи војну помоћ очајном Византијском царству. Иако је деспот Димитрије био одлучно против уједињења цркава, пошао је на сабор јер се цар Јован VIII није усуђивао да га остави на истоку, а да он сам није присутан. Деспот Димитрије је два пута покушао да преузме трон, прво покушавајући да га преузме уз подршку Османлија 1442. године, а затим надајући се да ће бити проглашен за цара након смрти цара Јована VIII 1448. године. Оба покушаја су пропала и 1449. године, је деспота Димитрија прогласио деспотом Мореје, његов брат нови цар Константин XI.
Цар Јован VIII је већ прогласио Тому, Деимитријевог млађег брата, деспотом Мореје, а цар Константин XI је сада желео да они заједно владају. Двојица деспота су тешко сарађивали и често су се међусобно свађали. После пада Константинопоља, смрти цара Константина XI и краја Византијског царства 29. маја 1453. године, османски султан Мехмед II је дозволио деспоту Томи и деспоту Димитрију да наставе да владају као османски вазали у Мореји. Иако се никада није прогласио за цара, неки од Морејаца су желели да за Константиновог наследника прогласе деспота Димитрија, најстаријег живог брата цара Константина XI. Деспот Тома се надао да ће малу деспотовину претворити у центар кампање за обнову царства, надајући се да ће добити подршку папства и западне Европе. Сталне несугласице између деспота Томе и деспота Димитрија, који се ослањао на подршку Османлија, на крају су довели до тога да султан Мехмед II нападне и освоји Мореју 1460. године.
Иако је деспот Тома побегао у изгнанство, деспот Димитрије је ухваћен у престоници деспотовине, Мистри, и предао се Османлијама 29. маја 1460. године, тачно седам година након пада Константинопоља. Као надокнаду за губитак Мореје, султан Мехмед II је деспоту Димитрију доделио земље у Тракији и на неким острвима, што је омогућило деспоту Димитрију да живи у релативном комфору све док му 1467. године, нису одузета земља и приходи након оптужби против његовог зета. Убрзо након тога, султан Мехмед II му је доделио имање у Адријанопољу, где је живео са својом женом деспином Теодором Асен. После смрти своје ћерке и јединог детета, султаније Јелене, 1469. године, у Једрену, деспот Димитрије се повукао и замонашио, а умире годину дана касније 1470. године.

## Порекло и породица
Рођен је у Цариграду, као други син (од десеторо деце),цара Манојла II и царице Јелене Драгаш (ћерке Константина Драгаша (Дејановића)), обласног господара који је владао источном Македонијом. По мајчиној линији Димитрије је, као и његова браћа цар Јован VIII (1425—1448) и цар Константин XI (1448-1453), је био чукунунук краља Србије Стефана Уроша III Дечанског Немањића (1322—1331) чија се ћерка удала за севастократора Дејана (родоначелника Дејановића и оца Константина Дејановића Драгаша) и по тој основи био је потомак Немањића. 
| Име             | Живео                   | Титула                           | Владао                                                   |
| --------------- | ----------------------- | -------------------------------- | -------------------------------------------------------- |
| Јован (VIII)    | 1392 — 1448.            | византијски цар                  | Византијом (од 1421. као савладар, самостално 1425—1448) |
| Теодор (II)     | (1396—1448)             | морејски деспот                  | Морејом (1407—1443)                                      |
| Константин (XI) | (1405—1453)             | морејски деспот, византијски цар | Морејом (1428—1448) и Византијом (1449—1453)             |
| Андроник        | (1403—1429)             | деспот                           | Солуном (1408—1423)                                      |
| Тома            | (1409—1465)             | морејски деспот                  | Морејом (1428—1460)                                      |
| Константин      | (1393/1397 — 1400/1405) |                                  |                                                          |
| Михајло         | (1406/1407 — 1409/1410) |                                  |                                                          |

Димитрије се два пута женио:
- 1436. године Зојом Параспондилос, византијском племкињом која је умрла 1440. године;
- 1441. године Теодором Асен, умрлом 1470. или 1471. године.

Са својом другом супругом имао је једну ћерку Јелену, коју је удао за османског султана Мехмеда II.

## Живот и владавина
Димитрије је рођен у Цариграду око 1407. године. Након практичног преузимања власти његовог најстаријег брата Јована VIII (1425—1448), који је од 1421. године владао као савладар њиховом тешко болесном оцу, Димитрије је 1423. године пребегао у краљевину Мађарску код краља Жигмунда Луксембуршког (1387—1437). Његови мотиви нису познати, али је највероватније био незадовољан поделом власти. Касније се вратио у Византију и од 1429. године влада Лемносом.
Његов старији брат и византијски цар Јован VIII упутио се 1436. године на Апенинско полуострво да би преговарао о унији и помоћи коју би западне земље могле да пруже Византији у одбрани од Османлија. На овом путу и на сабору у Ферари и Фиренци, уз велики број свештеника и мислилаца, пратиће га и антиунионистички настројени деспот Димитрије. Боравак на Западу се окончао склапањем Фирентинске уније 1439. године, а деспоту Димитрију је након повратка додељена на управу Месемврија.
Он је 1442. године, уз војну помоћ Османлија, опсео је Цариград у покушају да преузме власт користећи се Фирентиском унијом као поводом. Иако је његов напад одбијен, враћен му је на управу Лемнос, а наредне године се окончава његова управа над Месемвријом. Након смрти његовог старијег брата деспота Теодора (II) (1407—1443) 26.06. 1448. године, бива му додељен на управу његов посед крај Цариграда, Селимврија. Крајем исте године, умро је још један његов брат и тадашњи византијски цар Јован VIII, након чега деспот Димитрије Селимврију предаје свом брату и новом цару Константину XI Драгашу (1449—1453) и преузима његове поседе у Мореји.
Морејом је, уз цара Константина XI, владао и њихов млађи брат деспот Тома са којим је Димитрије рано дошао у сукоб. Нетрпељивост између њих резултовала је већ 1450. године практичном поделом Морејске деспотовине на два дела. Њихов сукоб је додатно слабио византијску одбрану, тако да су у доба последње османске опсаде Цариграда 1453. године успели само да сузбију њихов упад у Мореју, немоћни да пруже било какву помоћ опсађеном граду који је пао 29.05. У завршним борбама је погинуо њихов старији брат и последњи византијски цар Константин XI Палеолог Драгаш, а Византија је практично престала да постоји. Сукоб између деспота Томе и деспота Димитрија се наставио, а попримио је и политичку димензију, пошто се деспот Тома залагао за сарадњу са Папством и италијанским државицама у циљу опстанка Морејске деспотовине, док је деспот Димитрије сматрао да од Запада неће добити помоћ и да је боље бити добар вазал османском султану Мехмеду II.
Османлије су 1458. године напале и заузеле северни део Мореје, да би је 1460. године заузеле у целини, чиме је престао да постоји последњи остатак византијске државе на Балканском полуострву. Деспот Димитрије им је предао Мистру, након чега је своју ћерку деспину Јелену удао за османског султана Мехмеда II. После тога је отишао у Хадријанопољ, а зет му је доделио приходе од Еноса, Лемноса, Имброса, Тасоса и Самотраке на доживотно уживање. Међутим 1467. године, деспот Димитрије је пао у султанову немилост.
Умро је у Хадријанопољу 1470. године, као монах Давид.

### Младост
Како се Византијско царство распало и распарчало током XIV века, цареви из династије Палеолога су осетили да је једини сигуран начин да сачувају своје преостале поседе нетакнутим да их дају својим синовима, добијајући титулу деспота, као апанаже за одбрану и управљање. Цар Манојло II Палеолог (1391–1425) имао је укупно шест синова који су преживели детињство. Манојлов најстарији преживели син, Јован, проглашен је за цара - савладара и одређен да наследи цара Манојла II након његове смрти. Други син Теодор је одређен за деспота Мореје, а трећи, Андроник, постављен је за деспота Солуна 1408. године са само осам година. Манојлови млађи синови, Константин, Димитрије (рођен 1407. године) и Тома, задржани су у Константинопољу јер није било довољно земље да им се додели. Млађа деца; Теодор, Андроник, Константин, Димитрије и Тома су често описивани као Порфирогенит („рођен у пурпуру“; рођен у царској палати за време владавине свог оца), надимак који изгледа да није носио будући цар Јован VIII.
Односи између браће Палеолога нису увек били добри. Иако изгледа да су се млади цар - савладар Јован VIII и деспот Константин добро слагали, односи између деспота Константина и млађе браће Димитрија и Томе нису били тако пријатељски. Цар Манојло II је 1422. године поставио Димитрија за деспота острва Лемнос; међутим, није био задовољан и одбио је да живи на острву. Деспот Димитрије је побегао на двор угарског краља Жигмунда 1423. године под изговором да му је потребна заштита од своје браће. Са њим су била двојица његових присталица, Иларио Дорија и Ђорђе Изаул, и вратио се у Цариград тек 1427. године.
Године 1437, цар Јован VIII, напустио је Константинопољ да би присуствовао сабору у Фиренци у настојању да уједини православну и католичку цркву и на тај начин инспирише Западну Европу да делује у одбрани свог царства у колапсу, угроженог од Османског царства које се брзо шири. Цар Јован VIII је оставио деспота Константина, свог најповерљивијег брата и одређеног наследника, као намесника у Цариграду. Деспот Димитрије је заједно са многим угледним византијским великашима и црквеним званичницима (укључујући цариградског патријарха Јосифа II Страцимировића) пратио цара Јована VIII на његовом путовању у Италију. Иако се знало да је деспот Димитрије чврсто против било каквих планова о поновном уједињењу православне и католичке цркве, он је већ показивао бунтовничке склоности, надајући се да ће и сам постати цар уз османску подршку, и није му се могло веровати да ће остати миран у Цариграду или на Лемносу када је цар Јован VIII био одсутан.
Иако је Фирентински сабор ипак постигао унију цркава, она је трајала неколико година, закључно са јуном 1439. године, цар Јован VIII се вратио у Цариград тек 1. фебруара 1440. године, и иако је био примљен са великом свечаношћу, коју су организовали деспот Константин и деспот Димитрије (који се вратио нешто раније), вест да су цркве уједињене изазвала је талас негодовања и горчине међу становништвом престонице, јер су сматрали да је цар Јован VIII издао њихову веру.

### Покушаји да постане цар
Пошто се његов намеснички мандат завршио, деспот Константин је приметио да су остали деспоти Мореје (Константинова бивша апанажа), његова браћа деспот Теодор II и деспот Тома, добро владали без њега и сматрао је да би могао боље служити интересима царства ако би био ближе престоници. Деспот Димитрије је сада управљао делом земље око града Месембрије у Тракији, а деспот Константин је разматрао идеју да он и деспот Димитрије могу да замене поседе, при чему би деспот Константин постао нови гувернер у Месембрији, а деспоту Димитрију би био додељен посед у Мореја. Деспот Константин је тако послао свог блиског саветника Георгија Сфранцеса да предложи идеју и деспоту Димитрију и османском султану Мурату II, који је до овог тренутка морао да буду консултован о било каквим именовањима.
До 1442. године, деспот Димитрије није имао жељу за новим именовањима, већ је гледао на царски трон. Управо је склопио договор са султаном Муратом II и подигао војску, приказујући себе као поборника антиунионистичке странке, која се супротстављала унији католичке и источне православне цркве, странке коју су подржавали Турци, објављујући рат његовом брату цару Јовану VIII. Када је Георгије Сфранцес стигао до деспота Димитрија да достави Константинову понуду, деспот Димитрије се већ спремао да крене на Цариград. Опасност коју је представљао за град била је толика да је цар Јован VIII позвао деспота Константина из Мореје да надгледа одбрану града. Априла 1442. деспот Димитрије и Османлије су започели напад, али су одбијени и деспот Димитрије је накратко затворен. У марту 1443. године, Георгије  Сфранцес је постављен за гувернера Селимбрије у Константиново име. Из Селимбрије, Георгије Сфранцес и деспот Константин би могли да будно прате Димитријеве активности. У новембру, деспот Константин је препустио контролу над Селимбријом деспоту Теодору II, који је заузврат напустио свој положај владајућег деспота Мореје, чиме су деспот Константин и деспот Тома постали једини деспоти Мореје.
Деспот Теодор II је умро 26. јуна 1448. године, а 31. октобра исте године преминуо је и цар Јован VIII. Потенцијални наследници престола били су деспот Константин, деспот Димитрије и деспот Тома. Цар Јован VIII није формално одредио наследника, иако су сви знали да он фаворизује деспота Константина и на крају је превладала воља њихове мајке царице Јелене Драгаш (која је такође преферирала деспота Константина). И деспот Тома, који није имао намеру да преузме престо, и деспот Димитрије, који је то свакако учинио, пожурили су у Цариград и стигли у престоницу пре деспота Константина. Иако су многи фаворизовали деспота Димитрија због његовог анти-унионистичког расположења, царица Јелена је задржала право да делује као намесница све док њен најстарији син деспот Константин није стигао, одуговлачивши Димитријев покушај да преузме престо. Деспот Тома је прихватио Константиново именовање и деспот Димитрије, се убрзо потом придружио проглашењу деспота Константина за свог новог цара. Убрзо након тога, Георгије Сфрантцес је обавестио султана Мурата II, који је такође прихватио именовање.

### Деспот Мореје

#### Пад Цариграда и рана владавина
Да би уклонио деспота Димитрија из престонице и њене околине, цар Константин XI је поставио Димитрија за деспота Мореје, да заједно са деспотом Томом влада деспотовином Морејом. Деспоту Димитрију II је додељена номинална престоница деспотовине Мореје, Мистра, и првенствено је владао јужним и источним деловима деспотовине Мореје, док је деспот Тома владао Коринтијом и северозападом, на различите начине користећи Патрас или Леонтари као своју престоницу. Током свог деспотског мандата, деспот Димитрије II је уложио неке напоре да прошири деспотовину, заузевши замак Кастри који су држали Венецијанци. Са собом у деспотовину Мореју деспот Димитрије II је довео део древне породице Асена, која је некада владала Другим бугарским царством. Деспот Димитрије II се оженио Теодором Асен, кћерком Павла Асена. Теодориног брата Матеја Палеолога Асена деспот Димитрије II је именовао за управника Коринта.
Пре брака са Теодором Асен, деспот Димтрије II је био ожењен једном или два пута. Његов претходни брак(ови) били су без деце. Његова „прва“ жена била је ћерка Кантакузина Страбомита, између 1430. и 1435. године. Његова „друга“ жена, вероватно иста особа као и ћерка Кантакузина Страбомита, била је Зое Параспондил и умрла је у марту/априлу 1436. године.
Године 1452, током припремних фаза кпоследње османске опсаде Константинопоља, цар Константин XI је послао хитну поруку у Мореју, тражећи да један од његове браће доведе своје снаге да му помогну у одбрани града. Да би спречио помоћ из Мореје, султан Мехмед II је послао једног од својих генерала, Турахан бега (који је раније два пута извршио препад на Мореју) да опустоши полуострво. Турски напад је одбила војска којом је командовао Матеј Палеолог Асен, али је ова победа дошла прекасно да би пружила било какву помоћ Цариграду, који је пао 29. маја 1453. године.
Након пада Константинопоља и смрти цара Константина XI у његовој одбрани, једна од најозбиљнијих претњи новом османском режиму била је могућност да ће неко од преживелих рођака цара Константина XI пронаћи следбенике и покушати да поврати царство. Срећом по султана Мехмеда II, два деспота у Мореји нису представљала ништа више од сметње и било им је дозвољено да задрже своје титуле и земље. Када су изасланици деспота Томе и деспота Димитрија II посетили султана Мехмеда II у Адријанопољу неколико месеци након пада Константинопоља, султан Мехмед II је захтевао да се не предају територије, само да деспоти плаћају годишњи данак од 10.000 дуката. Пошто је Мореји било дозвољено да настави да постоји, многе византијске избеглице су побегле у деспотовину, што је донекле учинило византијском владом у изгнанству. Неки од ових утицајних избеглица и дворјана чак су покренули идеју да се деспот Димитрије, старији брат, прогласи за римског цара и легитимног наследника цара Константина XI. И деспот Тома и деспот Димитрије II су можда размишљали о томе да своју малу деспотовину поставе за место окупљања кампање за обнову царства, са значајном плодном и богатом територијом под контролом деспотовине, на тренутак се чинило да постоји могућност да би царство могло да живи у Мореји. Међутим, деспот Тома и деспот Деметрије II никада нису били у могућности да сарађују и потрошили су већину својих ресурса борећи се један против другог, а не припремајући се за борбу против Турака. Пошто је деспот Тома већи део свог живота провео у деспотовини Мореји, а деспот Димитрије II негде другде, два брата једва да су се познавала.
Убрзо након што је Цариград пао, избила је побуна против деспота у Мореји, подстакнута бројним албанским имигрантима у региону који су били незадовољни поступцима локалних грчких земљопоседника. Албанци су поштовали претходне деспоте, као што су деспот Константин и деспот Теодор II, али су презирали двојицу садашњих деспота и без централне власти из Цариграда, видели су своју прилику да за себе стекну контролу над деспотовином. У Томином делу деспотовине, побуњеници су изабрали да за вођу прогласе Јована Асена Закарију, ванбрачног сина последњег кнеза од Ахаје, а у Димитријевом делу деспотовине вођа побуне био је Манојло Кантакузин, унук деспота Димитрија I Кантакузина (који је служио као деспот до 1384. године), чукунунук цара Јован VI Кантакузин (1347–1354). Без наде да ће сами поразити Албанце, деспоти су се обраћали јединој сили која је била довољно близу и јака да им помогне; Османлије. Султан Мехмед II није желео да деспотовина пређе у руке Албанаца и ван његове контроле, и послао је војску да угуши побуну у децембру 1453. године. Побуна је у потпуности угушена тек у октобру 1454. године, када је стигао Турахан бег да помогне деспотима да чврсто успоставе своју власт у региону. У замену за помоћ, султан Мехмед II је захтевао већи данак од деспота Томе и деспота Димитрија II, који је износио 12.000 дуката годишње, уместо претходних 10.000.

#### Могућност западне помоћи
Ниједан брат није могао да сакупи суму коју је султан Мехмед II тражио и били су подељени у политици. Док је деспот Димитрије, вероватно реалистичнији од њих двојице, мање-више одустао од наде у помоћ хришћана са запада и сматрао да би можда било најбоље да умири Турке, деспот Тома је задржао наду да би папство могло да позове крсташки рат да би обновило Византијско царство. Томине наде нису биле смешне; пад Цариграда је у западној Европи дочекан са толико ужаса као и на неколико преосталих византијских територија на истоку. Септембра 1453. године, папа Никола V издао је крсташку булу Etsi ecclesia Christi, којом је позвао хришћане широм запада да узму крст и крену у крсташки рат да поврате Константинопољ. Позив је прихваћен са одушевљењем; неки од најмоћнијих и најутицајнијих владара Европе су се јавили да узму крст, укључујући војводу Филипа Доброг од Бургундије у фебруару 1454. године и краља Алфонса V Великодушног од Арагона и Напуља у новембру 1455. године. Краљ Алфонсо V је обећао да ће лично предводити мноштво од 50.000 људи и 400 бродова против Османлија. У Франкфурту је цар Светог римског царства Фридрих III окупио савет немачких кнежева и предложио да се 40.000 људи пошаље у Угарску, где су Османлије претрпеле тежак пораз код Београда 1456. године. Да су удружене снаге Мађарске, Арагона, Бургундије и Светог римског царства биле ослобођене да искористе победу код Београда, османска контрола над Балканом би била озбиљно угрожена.
Упркос томе што су Османлије обезбедиле положај двојице деспота у недавном албанском устанку, могућност западне помоћи за обнову византијске територије показала се превише примамљивом да би јој се одупрла. Деспот Тома је послао Јована Аргиропулоса и друге изасланике на Запад 1456. године, а чак је и деспот Димитрије II, изразито антилатински, ублажио свој став према Западу. Деспот Димитрије II је изнео могућност брачног савеза са краљем Алфонсом V од Арагона и Напуља, сугеришући да се његова ћерка деспина Јелена уда за Алфонсовог унука. Упркос сопственим ставовима о Фирентинском сабору, деспот Димитрије II је чак 1455. године, послао свог изасланика наследнику папе Николе V, папи Калисту III; Франкулиос Сервопулос, познати присталица Фирентинског сабора. Сервопулос је вероватно стигао у Рим отприлике у исто време када и Томин изасланик Аргиропулос, а два изасланика су путовала Европом, посећујући исте дворове, независно један од другог. Деспот Тома и деспот Димитрије II су се показали као неспособни да раде заједно чак ни са страном дипломатијом.

#### Мореjски грађански рат и пад Мореје
На крају, ниједан крсташки рат никада није кренуо у борбу против Османлија. Због уверења да ће помоћ стићи, а због немогућности плаћања, два деспота три године нису плаћала годишњи данак Османлијама. Без новца који је долазио из Мореје и могуће претње западне помоћи, султан Мехмед II је на крају изгубио стрпљење са Палеолозима. Османска војска је кренула из Адријанопоља у мају 1458. године и ушла у Мореју, где је једини прави отпор био пружен у Коринту, унутар домена којим је управљао деспот Димитрије II. Оставивши своју артиљерију да бомбардује и опседа тај град, султан Мехмед II је са већином своје војске отишао да опустоши и освоји северне делове деспотовине, под Томином контролом. Коринт се предао у августу, након што се неколико градова на северу већ предало, а султан Мехмед II је наметнуо тешку одмазду Мореји. Територија под управом два брата је драстично смањена, Коринт, Патрас и већи део северозападног полуострва су припојени Османском царству и постављени су турски гувернери, с тим да је Палеолозима било дозвољено да задрже само југ, укључујући номинални главни град деспотовине, Мистру, под условом да плаћају свој годишњи данак султану.
Скоро чим је султан Мехмед II напустио Мореју, два брата су поново почела да се свађају. Мехмедова победа је само повећала антагонизам између деспота Томе и деспота Димитрија II. Деспот Димитрије II је постао још више про-османиски настројен након што је султан Мехмед II обећао деспоту Димитрију II да ће оженити његову ћерку деспину Јелену, док се деспот Тома све више надао помоћи Запада јер су региони Мореје које је султан Мехмед II анектирао били готово читава област којом је управљао деспот Тома, укључујући и његову престоницу Патрас. У јануару 1459. године, деспот Тома се побунио против деспота Димитрија II и Османлија, придруживши се великом броју албанских господара. Они су заузели тврђаву Калавриту и велики део земље у централној Мореји и опседали Каламату и Мантинеју, тврђаве које је држао деспот Димитрије II. Деспот Димитрије II је одговорио тако што је заузео Леонтари и позвао у помоћ турске гувернере у северној Мореји. Било је много покушаја да се постигне мир између два брата, као што је султан Мехмед II наредио епископу лакедемонском да натера њих двојицу да се закуну да ће чувати мир, али свако примирје је трајало само кратко. Многи византијски племићи у Мореји могли су само са ужасом да гледају како је беснео грађански рат. Византијски историчар Георгије Сфранцес сумирао је сукоб следећим речима:
"Оба брата су се борила један против другог свим својим средствима. Деспот Димитрије II је полагао наду у пријатељство и помоћ султана, и на његову тврдњу да су његови поданици и замци нанели неправду, док се деспот Тома ослањао на чињеницу да је његов противник починио кривоклетство и да је водио рат против безбожника".
Иако је деспот Димитрије II имао више војника и ресурса, деспот Тома и Албанци су могли да се обрате Западу за помоћ. После успешног окршаја против Османлија, деспот Тома је послао 16 заробљених турских војника, заједно са неким од својих наоружаних стражара, у Рим да убеди папу Калиста III да се упушта у свети рат против муслимана. План је успео и папа Калист III је послао 300 италијанских војника под миланским кондотјером Ђаноне да Кремона да помогну деспоту Томи. Са овим појачањима, деспот Тома је добио предност и изгледало је као да ће деспот Димитрије II бити поражен, пошто се повукао у град Монемвасију и послао Матеја Палеолога Асена у Адријанопољ да моли султана Мехмеда II за помоћ. Томине молбе западу представљале су стварну претњу Османлијама, претњу која је још већа захваљујући подршци плана гласног кардинала Висариона, византијског избеглице који је годинама раније побегао из Византијског царства. Папа Пије II сазвао је сабор 1459. године у Мантови и послао кардинала Висариона и неке друге да проповедају крсташки рат против Османлија широм Европе.
Одлучан да уведе ред у Грчку, султан Мехмед II је одлучио да је уништење деспотовине Мореје и њено потпуно припајање директно његовом царству једино могуће решење. Султан Мехмед II је још једном окупио своју војску у априлу 1460. године и повео је лично прво у Коринт, а затим у Мистру. Иако је деспот Димитрије II наводно био на султановој страни, султан Мехмед II је прво упао на Димитријеву територију. Деспот Димитрије II се без борбе предао Османлијама, плашећи се одмазде и већ је послао своју породицу на сигурно у Монемвасију. Мистра је тако пала у османске руке 29. маја 1460. године, тачно седам година након пада Цариграда. Неколико места у Мореји која су се усудила да се одупру султановој војсци била су опустошена по исламском закону, мушкарци су масакрирани, а жене и деца одведени у ропство. Како је велики број грчких избеглица побегао на територије које су држали Венецијанци, као што су Модон и Корон, деспотовина Мореја је полако покорена, а последњи отпор предводио је Константин Граицас Палеолог, рођак деспота Томе и деспота Димитрија II, у Салменикону у јулу 1461. године.

### Живот у Османском царству
Дана 31. маја 1460. године, султан Мехмед II је лично стигао у околину Мистре, позивајући недавно свргнутог деспота Димитрија II у свој шатор. Деспот Димитрије II се уплашио султана Мехмеда II, али га је султан Мехмед II љубазно примио, понудио му столицу и нежно му се обратио. Султан Мехмед II је захтевао од деспота Димеитрија II да опозове своју жену деспину Теодору и његово једино дете деспину Јелену из њиховог уточишта у Монемвасији и да их уступи султану Мехмеду II да би могли да га прате до Адријанопоља, али је и обасуо деспота Димитрија II поклонима и обећао му да ће му дати апанажу у Тракији као надокнаду за губитак Мореје. Деспина Теодора и деспина Јелена су остављене на чување неким од евнуха у Мехмедовој пратњи, а деспот Димитрије II је био обавезан да прати султана Мехмеда II док је наставио да покорава остатак Мореје након што је провео четири дана у Мистри.
Димитрије ће до краја живота, иако је са њим добро поступано, у ствари бити заробљеник Османлија. Димитријеву апанажу су чинила острва Лемнос и Имброс, као и делови острва Тасос и Самотрака као и град Енос у Тракији. Власништво над овим земљиштем донело је Димитрију довољно прихода да се издржава и он је живео у релативном комфору, донирајући велики део свог прихода цркви. Живео је у Еносу седам година, заједно са својом женом Теодором и њеним братом Матејем Палеологом Асеном. Године 1467, Георгије Сфранцес, бивши сапутник цара Константина XI, који није имао много обзира ни према Матеју ни према Деимитрију, написао је да је Матеј, који је контролисао локални монопол на со, дозволио својим подређенима да варају владу за неке приходе. Огорчен због тога, султан Мехмед II је одузео Димитрију његове територије и приходе.
Димитрије, Теодора и Матеј прогнани су у Дидимотику, где је Матеј умро убрзо након тога. Изгледа да се султан Мехмед II смиловао бившем деспоту Димитрију II, а затим њему и његовој жени обезбедио мало имање у Адријанопољу, где је у то време живела њихова ћерка султанија Јелена. С обзиром да се султан Мехмед II плашио да би султанија Јелена, описана као духовита, могла да покуша да га отрује, никада је није одвео у свој харем. Султанија Јелена је имала своје велико имање и годишње приходе које је обезбедио султан Мехмед II, али јој је било забрањено да се преуда. Након што је султанија Јелена умрла од непознатих узрока око 1469. године, Димитрије и Теодора су били толико погођени тугом да су се повукли у монашки живот, Димитрије се замонашио. Бивши деспот Димитрије II умире 1470. године и након смрти султаније Јелене његова грана породице Палеолог се гаси. Теодора је такође умрла 1470. године, надживевши свог мужа само за неколико недеља.

## Породично стабло
|  |                                |  |  |  |  |  |  |  |  |  |  |  | 16. Михајло IX Палеолог |  |  |  |
|  |                                |  |  |  |  |  |  |  |  |  |  |  |                         |  |  |  |
|  |                                |  |  |  |  |  |  |  |  |  |  |  |                         |  |  |  |
|  |                                |  |  |  |  |  |  |  |  |  |  |  |                         |  |  |  |
|  | 8. Андроник III Палеолог       |  |  |  |  |  |  |  |  |  |  |  |                         |  |  |  |
|  |                                |  |  |  |  |  |  |  |  |  |  |  |                         |  |  |  |
|  |                                |  |  |  |  |  |  |  |  |  |  |  |                         |  |  |  |
|  |                                |  |  |  |  |  |  |  |  |  |  |  |                         |  |  |  |
|  | 17. Рита Арменијска            |  |  |  |  |  |  |  |  |  |  |  |                         |  |  |  |
|  |                                |  |  |  |  |  |  |  |  |  |  |  |                         |  |  |  |
|  |                                |  |  |  |  |  |  |  |  |  |  |  |                         |  |  |  |
|  |                                |  |  |  |  |  |  |  |  |  |  |  |                         |  |  |  |
|  | 4. Јован V Палеолог            |  |  |  |  |  |  |  |  |  |  |  |                         |  |  |  |
|  |                                |  |  |  |  |  |  |  |  |  |  |  |                         |  |  |  |
|  |                                |  |  |  |  |  |  |  |  |  |  |  |                         |  |  |  |
|  |                                |  |  |  |  |  |  |  |  |  |  |  |                         |  |  |  |
|  | 18. Амадео V од Савоје         |  |  |  |  |  |  |  |  |  |  |  |                         |  |  |  |
|  |                                |  |  |  |  |  |  |  |  |  |  |  |                         |  |  |  |
|  |                                |  |  |  |  |  |  |  |  |  |  |  |                         |  |  |  |
|  |                                |  |  |  |  |  |  |  |  |  |  |  |                         |  |  |  |
|  | 9. Ана Савојска                |  |  |  |  |  |  |  |  |  |  |  |                         |  |  |  |
|  |                                |  |  |  |  |  |  |  |  |  |  |  |                         |  |  |  |
|  |                                |  |  |  |  |  |  |  |  |  |  |  |                         |  |  |  |
|  |                                |  |  |  |  |  |  |  |  |  |  |  |                         |  |  |  |
|  | 19. Марија од Брабанта         |  |  |  |  |  |  |  |  |  |  |  |                         |  |  |  |
|  |                                |  |  |  |  |  |  |  |  |  |  |  |                         |  |  |  |
|  |                                |  |  |  |  |  |  |  |  |  |  |  |                         |  |  |  |
|  |                                |  |  |  |  |  |  |  |  |  |  |  |                         |  |  |  |
|  | 2. Манојло II Палеолог         |  |  |  |  |  |  |  |  |  |  |  |                         |  |  |  |
|  |                                |  |  |  |  |  |  |  |  |  |  |  |                         |  |  |  |
|  |                                |  |  |  |  |  |  |  |  |  |  |  |                         |  |  |  |
|  |                                |  |  |  |  |  |  |  |  |  |  |  |                         |  |  |  |
|  | 20. Михајло Кантакузин         |  |  |  |  |  |  |  |  |  |  |  |                         |  |  |  |
|  |                                |  |  |  |  |  |  |  |  |  |  |  |                         |  |  |  |
|  |                                |  |  |  |  |  |  |  |  |  |  |  |                         |  |  |  |
|  |                                |  |  |  |  |  |  |  |  |  |  |  |                         |  |  |  |
|  | 10. Јован VI Кантакузин        |  |  |  |  |  |  |  |  |  |  |  |                         |  |  |  |
|  |                                |  |  |  |  |  |  |  |  |  |  |  |                         |  |  |  |
|  |                                |  |  |  |  |  |  |  |  |  |  |  |                         |  |  |  |
|  |                                |  |  |  |  |  |  |  |  |  |  |  |                         |  |  |  |
|  | 21. Теодора Палеолог           |  |  |  |  |  |  |  |  |  |  |  |                         |  |  |  |
|  |                                |  |  |  |  |  |  |  |  |  |  |  |                         |  |  |  |
|  |                                |  |  |  |  |  |  |  |  |  |  |  |                         |  |  |  |
|  |                                |  |  |  |  |  |  |  |  |  |  |  |                         |  |  |  |
|  | 5. Јелена Кантакузин           |  |  |  |  |  |  |  |  |  |  |  |                         |  |  |  |
|  |                                |  |  |  |  |  |  |  |  |  |  |  |                         |  |  |  |
|  |                                |  |  |  |  |  |  |  |  |  |  |  |                         |  |  |  |
|  |                                |  |  |  |  |  |  |  |  |  |  |  |                         |  |  |  |
|  | 22. Андроник Асен              |  |  |  |  |  |  |  |  |  |  |  |                         |  |  |  |
|  |                                |  |  |  |  |  |  |  |  |  |  |  |                         |  |  |  |
|  |                                |  |  |  |  |  |  |  |  |  |  |  |                         |  |  |  |
|  |                                |  |  |  |  |  |  |  |  |  |  |  |                         |  |  |  |
|  | 11. Ирина Асен                 |  |  |  |  |  |  |  |  |  |  |  |                         |  |  |  |
|  |                                |  |  |  |  |  |  |  |  |  |  |  |                         |  |  |  |
|  |                                |  |  |  |  |  |  |  |  |  |  |  |                         |  |  |  |
|  |                                |  |  |  |  |  |  |  |  |  |  |  |                         |  |  |  |
|  |                                |  |  |  |  |  |  |  |  |  |  |  |                         |  |  |  |
|  |                                |  |  |  |  |  |  |  |  |  |  |  |                         |  |  |  |
|  |                                |  |  |  |  |  |  |  |  |  |  |  |                         |  |  |  |
|  |                                |  |  |  |  |  |  |  |  |  |  |  |                         |  |  |  |
|  | 1. Димитрије Палеолог          |  |  |  |  |  |  |  |  |  |  |  |                         |  |  |  |
|  |                                |  |  |  |  |  |  |  |  |  |  |  |                         |  |  |  |
|  |                                |  |  |  |  |  |  |  |  |  |  |  |                         |  |  |  |
|  |                                |  |  |  |  |  |  |  |  |  |  |  |                         |  |  |  |
|  |                                |  |  |  |  |  |  |  |  |  |  |  |                         |  |  |  |
|  |                                |  |  |  |  |  |  |  |  |  |  |  |                         |  |  |  |
|  |                                |  |  |  |  |  |  |  |  |  |  |  |                         |  |  |  |
|  |                                |  |  |  |  |  |  |  |  |  |  |  |                         |  |  |  |
|  | 12. Дејан                      |  |  |  |  |  |  |  |  |  |  |  |                         |  |  |  |
|  |                                |  |  |  |  |  |  |  |  |  |  |  |                         |  |  |  |
|  |                                |  |  |  |  |  |  |  |  |  |  |  |                         |  |  |  |
|  |                                |  |  |  |  |  |  |  |  |  |  |  |                         |  |  |  |
|  |                                |  |  |  |  |  |  |  |  |  |  |  |                         |  |  |  |
|  |                                |  |  |  |  |  |  |  |  |  |  |  |                         |  |  |  |
|  |                                |  |  |  |  |  |  |  |  |  |  |  |                         |  |  |  |
|  |                                |  |  |  |  |  |  |  |  |  |  |  |                         |  |  |  |
|  | 6. Константин Драгаш Дејановић |  |  |  |  |  |  |  |  |  |  |  |                         |  |  |  |
|  |                                |  |  |  |  |  |  |  |  |  |  |  |                         |  |  |  |
|  |                                |  |  |  |  |  |  |  |  |  |  |  |                         |  |  |  |
|  |                                |  |  |  |  |  |  |  |  |  |  |  |                         |  |  |  |
|  | 26. Стефан Урош III Дечански   |  |  |  |  |  |  |  |  |  |  |  |                         |  |  |  |
|  |                                |  |  |  |  |  |  |  |  |  |  |  |                         |  |  |  |
|  |                                |  |  |  |  |  |  |  |  |  |  |  |                         |  |  |  |
|  |                                |  |  |  |  |  |  |  |  |  |  |  |                         |  |  |  |
|  | 13. Теодора Немањић            |  |  |  |  |  |  |  |  |  |  |  |                         |  |  |  |
|  |                                |  |  |  |  |  |  |  |  |  |  |  |                         |  |  |  |
|  |                                |  |  |  |  |  |  |  |  |  |  |  |                         |  |  |  |
|  |                                |  |  |  |  |  |  |  |  |  |  |  |                         |  |  |  |
|  | 27. Марија Палеолог            |  |  |  |  |  |  |  |  |  |  |  |                         |  |  |  |
|  |                                |  |  |  |  |  |  |  |  |  |  |  |                         |  |  |  |
|  |                                |  |  |  |  |  |  |  |  |  |  |  |                         |  |  |  |
|  |                                |  |  |  |  |  |  |  |  |  |  |  |                         |  |  |  |
|  | 3. Јелена Драгаш               |  |  |  |  |  |  |  |  |  |  |  |                         |  |  |  |
|  |                                |  |  |  |  |  |  |  |  |  |  |  |                         |  |  |  |
|  |                                |  |  |  |  |  |  |  |  |  |  |  |                         |  |  |  |